# Manuela (chanteuse)
Pour les articles homonymes, voir Manuela.
 (mai 2021).
La mise en forme du texte ne suit pas les recommandations de Wikipédia : il faut le « wikifier ».
Les points d'amélioration suivants sont les cas les plus fréquents. Le détail des points à revoir est peut-être précisé sur la page de discussion.
- Les titres sont pré-formatés par le logiciel. Ils ne sont ni en capitales, ni en gras.
- Le texte ne doit pas être écrit en capitales (les noms de famille non plus), ni en gras, ni en italique, ni en « petit »…
- Le gras n'est utilisé que pour surligner le titre de l'article dans l'introduction, une seule fois.
- L'italique est rarement utilisé : mots en langue étrangère, titres d'œuvres, noms de bateaux, etc.
- Les citations ne sont pas en italique mais en corps de texte normal. Elles sont entourées par des guillemets français : « et ».
- Les listes à puces sont à éviter, des paragraphes rédigés étant largement préférés. Les tableaux sont à réserver à la présentation de données structurées (résultats, etc.).
- Les appels de note de bas de page (petits chiffres en exposant, introduits par l'outil «  Source ») sont à placer entre la fin de phrase et le point final[comme ça].
- Les liens internes (vers d'autres articles de Wikipédia) sont à choisir avec parcimonie. Créez des liens vers des articles approfondissant le sujet. Les termes génériques sans rapport avec le sujet sont à éviter, ainsi que les répétitions de liens vers un même terme.
- Les liens externes sont à placer uniquement dans une section « Liens externes », à la fin de l'article. Ces liens sont à choisir avec parcimonie suivant les règles définies. Si un lien sert de source à l'article, son insertion dans le texte est à faire par les notes de bas de page.
- La présentation des références doit suivre les conventions bibliographiques. Il est recommandé d'utiliser les modèles {{Ouvrage}}, {{Chapitre}}, {{Article}}, {{Lien web}} et/ou {{Bibliographie}}. Le mode d'édition visuel peut mettre en forme automatiquement les références.
- Insérer une infobox (cadre d'informations à droite) n'est pas obligatoire pour parachever la mise en page.

Pour une aide détaillée, merci de consulter Aide:Wikification.
Si vous pensez que ces points ont été résolus, vous pouvez retirer ce bandeau et améliorer la mise en forme d'un autre article.
 (mai 2021).
Si vous disposez d'ouvrages ou d'articles de référence ou si vous connaissez des sites web de qualité traitant du thème abordé ici, merci de compléter l'article en donnant les références utiles à sa vérifiabilité et en les liant à la section « Notes et références ».

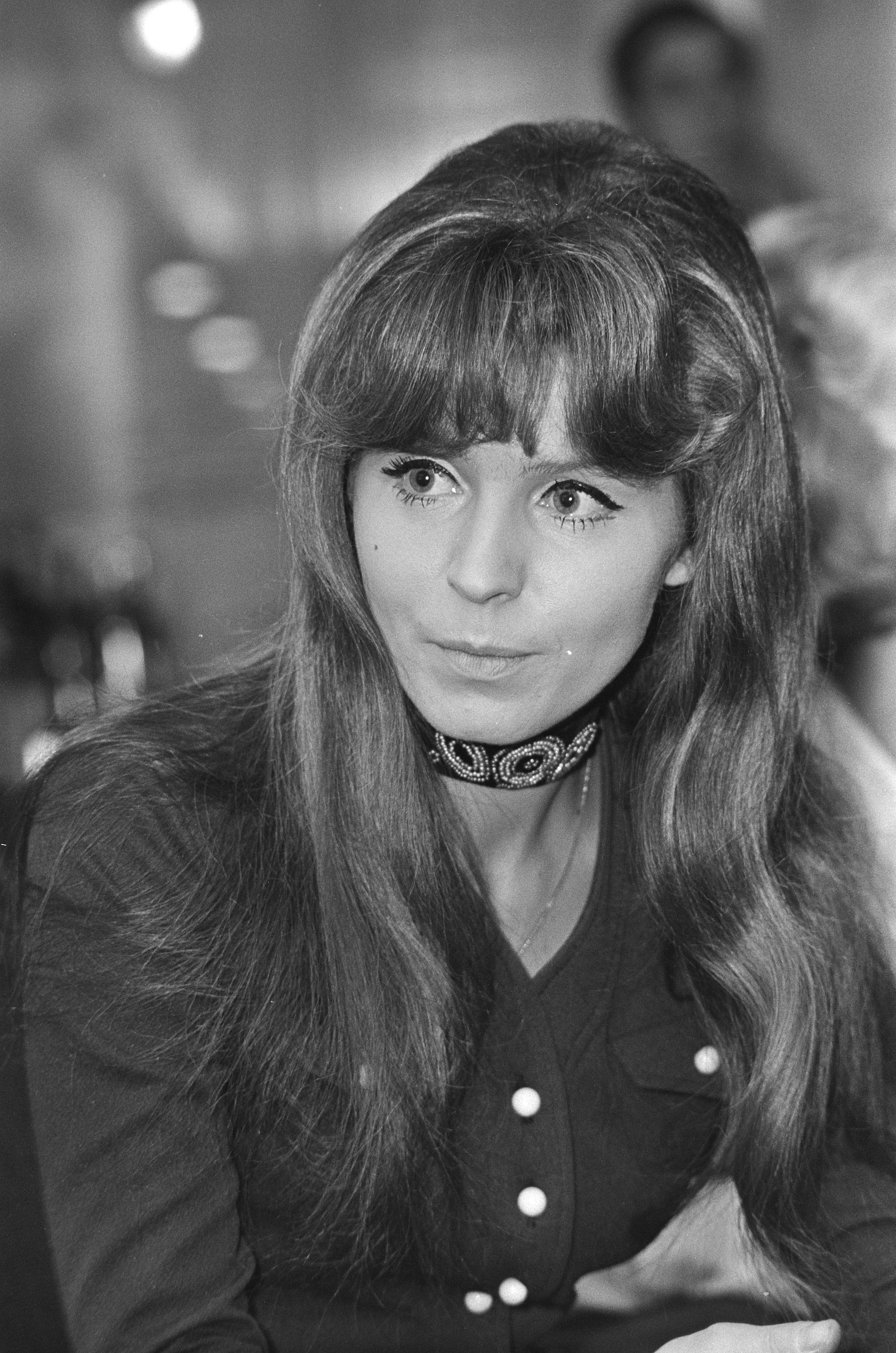
Manuela (1971)

Doris Inge Wegener, dite Manuela, née le 18 août 1943 et morte le 13 février 2001, est une chanteuse de schlager allemande très populaire dans les années 1960 en République fédérale Allemande.

## Discographie

### Singles
- 1962 : Hula-Serenade
- 1963 : Schuld war nur der Bossa Nova[1] (version allemande de Blame It on the Bossa nova de Eydie Gormé, qui sera aussi reprise par Heidi Bachert)
- 1963 : Ich geh noch zur Schule (version allemande de On Top of Old Smokey)
- 1963 : Mama, ich sag' dir was
- 1963 : Hey, Manuela EP
- 1964 : Mama (EP Spanien)
- 1964 : Schwimmen lernt man im See (version allemande de Just So Bobby Can See de Diane Ray)
- 1964 : Horch, was kommt von draußen rein (aussi chanté en anglais : There Goes Charly)
- 1964 : Schneemann
- 1964 : Manuela (Espagne)
- 1964 : Schwimmen lernt man im See (EP)
- 1965 : Küsse unterm Regenbogen
- 1965 : Love and Kisses
- 1965 : The Nitty Gritty
- 1965 : Things Are So Different (Brésil)
- 1966 : Es ist zum Weinen
- 1966 : Dumme sterben niemals aus
- 1966 : Spotlight on Manuela (Pays-Bas)
- 1966 : Die goldene Zeit (avec Drafi Deutscher)
- 1967 : Lord Leicester aus Manchester
- 1967 : Monsieur Dupont
- 1967 : Wenn es Nacht wird in Harlem (version allemande de When a Man Loves a Woman de Percy Sledge)
- 1968 : Guantanamera
- 1968 : Stille Nacht Heilige Nacht
- 1968 : Que-Sara
- 1968 : Señor Gonzales
- 1968 : Bobby
- 1969 : Wenn du liebst/Jingle Jangle (gleichnamige Cover-Version)
- 1969 : Helicopter U.S. Navy 66
- 1966 : Manuela macht Mode mit Musik
- 1970 : Alles und noch viel mehr (version allemande de All Kinds of Everything de Dana)
- 1970 : ABC
- 1970 : Verliebt in Amsterdam
- 1970 : Daddy (version allemande de Grandad de Clive Dunn)
- 1970 : It Takes a Lot of Tenderness
- 1971 : Monky Monkey (USA)
- 1971 : I Hear Those Church Bells Ringing
- 1971 : Der schwarze Mann auf dem Dach (version allemande de Jack in the Box de Clodagh Rodgers)
- 1971 : Prost, Onkel Albert
- 1972 : Es lebe das Geburtstagskind
- 1972 : Ich hab' mich verliebt in dich
- 1972 : Gitarren-Boy
- 1973 : Etwas in mir wurde traurig (version allemande de Killing Me Softly with His Song de Roberta Flack)
- 1973 : Da sagen sich die Füchse gute Nacht
- 1973 : Komm wieder
- 1973 : Was hast du gemacht
- 1973 : Ich war noch nie so glücklich
- 1973 : Hey Look at Me Now
- 1973 : You Are My Music (USA)
- 1974 : Gestohlene Orangen
- 1974 : Ich möcht gern dein Herz Klopfen hör'n
- 1974 : Twingel Dingel Dee
- 1974 : Boing, Boing die Liebe
- 1975 : Was hast du gemacht
- 1975 : Fudschijama-Hama-Kimono
- 1975 : Ein schöner Tag mit viel Musik
- 1980 : Doch mein Herz bleibt immer in Athen
- 1980 : I Believe in the USA
- 1980 : You Are My Sunshine
- 1980 : Was soll ein Bayer in der Hitparade (avec Sepp Haslinger)
- 1980 : Friede auf Erden
- 1981 : It's Hard to Explain
- 1984 : Und der Wind
- 1984 : Ich bin wieder da
- 1985 : Rhodos bei Nacht
- 1986 : Auf den Stufen zur Akropolis
- 1987 : Ewiges Feuer
- 1988 : Oh, Mandolino
- 1990 : Heimatland
- 1990 : Für immer (version allemande de You Got It de Roy Orbison)
- 1990 : When a Man Loves a Woman
- 1991 : Friede auf Erden
- 1991 : Freiheit ohne Glück (Manuela et Cantus)
- 1993 : Wenn ich erst wieder Boden spür